# Salix taxifolia
Salix taxifolia é uma espécie de salgueiro nativo para todo o sul do México e das regiões da Costa do Pacífico, do norte em Sinaloa, e do sul da Costa do Pacífico do México ao centro de Guatemala. A dispersão das populações também são relatadas desde o norte do México e dos estados do Texas, Novo México e Arizona.